# Wissarion Jakowlewitsch Schebalin
Wissarion Jakowlewitsch Schebalin (russisch Виссарион Яковлевич Шебалин, wiss. Transliteration Vissarion Jakovlevič Šebalin; * 29. Maijul. / 11. Juni 1902greg. in Omsk; † 28. Mai 1963 in Moskau) war ein russischer Komponist.

## Leben
Schebalin war der Sohn eines Lehrers und begann nach erstem Kompositionsunterricht in seiner Heimatstadt im Jahr 1923 ein Kompositionsstudium bei Nikolai Mjaskowski am Moskauer Konservatorium. Gleich nach Abschluss seines Studiums im Jahr 1928 wurde er an diesem Institut Lehrer, 1935 Professor für Komposition. Von 1942 an war er Direktor des Konservatoriums. Doch 1948 wurde er im Rahmen des Beschlusses des Zentralkomitees der KPdSU öffentlich zusammen mit anderen namhaften Komponisten als „Formalist“ kritisiert und infolgedessen seiner Ämter enthoben, obwohl er sich selbst daran beteiligte, andere Komponisten des Formalismus zu bezichtigen. Bis 1951 erteilte er deshalb Dirigierunterricht am Institut für Militärmusik. 1951 wurde es ihm jedoch erlaubt, seine Professur am Moskauer Konservatorium wieder aufzunehmen. 1953 erlitt Schebalin einen Schlaganfall, der eine fast vollständige Aphasie sowie eine Lähmung seiner Schreibhand zur Folge hatte. Obwohl er von da an mit links schreiben musste, blieb seine Produktivität ungebrochen. Schebalin war seit den 1920er Jahren eng mit Dmitri Schostakowitsch befreundet und unterhielt mit diesem einen regen Briefverkehr. Zu seinen zahlreichen Schülern zählen Tichon Chrennikow, Karen Chatschaturjan, Alexandra Pachmutowa, Veljo Tormis, Sofia Gubaidulina, Arno Babadschanjan, Boris Tschaikowski und Edisson Denissow. Neben der Auszeichnung „Volkskünstler der Russischen Föderation“ erhielt Schebalin zweimal den Stalinpreis. Nach ihm wurde die Omsker Musik-Hochschule und eine Kindermusik-Schule in Moskau benannt.

## Stil
Trotz seiner lebenslangen Freundschaft mit Schostakowitsch weist Schebalins Stil erstaunlich wenig Gemeinsamkeiten mit dem seines Freundes auf. Seine Tonsprache weist vielmehr den Einfluss seines Lehrers Mjaskowski auf, der künstlerisch und menschlich eine Art Vorbild für Schebalin gewesen ist. Dies kommt allein darin zum Ausdruck, dass er seine erste und seine letzte Sinfonie seinem Lehrer bzw. dessen Andenken widmete. Typisch für beide Komponisten ist ein eher akademischer Zugang zur Musik, der sich in souveräner Beherrschung des Kompositionshandwerks äußert. Auffällig ist, dass Schebalins Themen häufig wenig prägnant sind; der Schwerpunkt liegt eindeutig auf ihrer Entwicklung und Ausgestaltung. Kennzeichnend für die Melodik ist auch eine ausgeprägte Chromatik. Daher ist seine Musik manchmal für den Hörer nicht unmittelbar zugänglich. Allerdings vermied er trotz der Schwerpunktsetzung auf die musikalische Substanz nicht so konsequent wie Mjaskowski das „Augenzwinkern vor dem Publikum“, weshalb seine Musik effektvoller wirkt. Im Vergleich ist besonders die Instrumentation farbiger mit mehr Schlagwerk und einer ausgeprägteren Motorik, die allerdings längst nicht so dominiert wie bei Schostakowitsch. Schebalins Harmonik ist besonders in den Werken der 1930er und 1940er Jahre oftmals recht scharf und dissonanzenreich. Basis bildet hier die Harmonik der zweiten Schaffensperiode Mjaskowskis. Wie dieser vermeidet Schebalin jedoch konsequent die Atonalität. Der oben erwähnte „Beschluss“ bedeutete auch für ihn einen Einschnitt, obschon er nicht bereit war, sich umfassend von seinem früheren Schaffen zu distanzieren. Er ließ in stärkerem Maße Volksmusik in sein Schaffen einfließen und entschärfte seine Harmonik. In seinen letzten Werken näherte sich Schebalin den Spätwerken Mjaskowskis an.

## Werke

### Orchesterwerke
- Sinfonie Nr. 1 f-Moll op. 6 (1925)
- Sinfonie Nr. 2 cis-Moll op. 11 (1929)
- Sinfonie Nr. 3 C-Dur op. 17 (1934/35)
- Sinfonie Nr. 4 B-Dur op. 24 „Die Helden von Perekop“ (1935, rev. 1961)
- Sinfonie Nr. 5 C-Dur op. 56 (1962)
- „Lenin“, Dramatische Sinfonie op. 16 nach Majakowski für Erzähler, Soli, Chor und Orchester (1931, rev. 1959)
- Sinfonietta über russische Volkslieder A-Dur op. 43 (1949–51)
- Suite Nr. 1 op. 18 (1934/35)
- Suite Nr. 2 op. 22 (1935, rev. 1961)
- Suite Nr. 3 op. 61 (1963)
- Ouvertüren
- Schauspiel- und Filmmusiken

### Konzerte
- Violinkonzert G-Dur op. 21 (1936–40, rev. 1959)
- Concertino für Violine und Streichorchester op. 14/1 (1931/32, rev. 1958)
- Concertino für Horn und Streichorchester op. 14/2 (1929/30, rev. 1958)

### Bühnen- und Vokalmusik
- „Die Sonne über der Steppe“, Oper op. 27 (1939–59)
- „Der Widerspenstigen Zähmung“, Oper op. 46 (1946–56)
- „Die Lerche“, Ballett op. 37 (1943)
- „Blauer Mai, freies Land“, Kantate op. 13 (1930)
- „Moskau“, Kantate op. 38 (1946)
- Lieder und Chöre

### Kammer- und Klaviermusik
- 9 Streichquartette (1923–63), darunter das 5. „Slawische Quartett“ (1942)
- Streichtrio op. 4 (1924, rev. 1934)
- Klaviertrio A-Dur op. 39 (1946/47)
- Violinsonate op. 51/1 (1957/58)
- Violasonate op. 51/2 (1954)
- Violoncellosonate op. 51/3 (1960)
- Sonate für Violine und Viola e-Moll op. 35 (1940–44)
- Werke für Gitarre
- Klaviersonate es-Moll op. 10 (1926/27, rev. 1963)

## Preise und Auszeichnungen
- 1943 Stalinpreis für „Slawisches Quartett“[7]
- 1944 Orden des Roten Banners der Arbeit[7]
- 1946 Leninorden[7]
- 1947 Stalinpreis für Kantate „Moskau“[7]